# Thyrn am Müggelsee

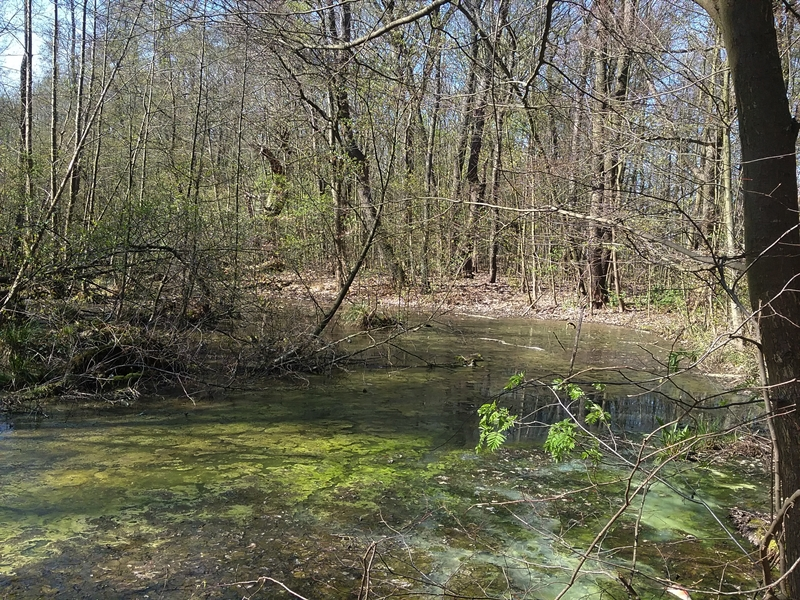
Thyrn am Müggelsee

Das Thyrn am Müggelsee ist ein am Müggelseeufer liegendes natürliches Gewässer, eutrophes Moorgebiet und ein Biotop im Berliner Ortsteil Köpenick des Bezirks Treptow-Köpenick. Außerdem liegt es im Landschafts- und Naturschutzgebiet Müggelsee und Fredersdorfer Mühlenfließ. 

## Beschreibung
Die Reichmoorfläche des Thyrns ist 1,7 Hektar groß und von einem Erlenbruchwald umgeben. Die im Wasser stärker zersetzte Torfe sind im obersten Meter des Profils zu finden. Der ehemalige Vererdungshorizont ist 20 Zentimeter mächtig und zurzeit (Stand 2019) entwässert. Auf der Oberbodenfläche im Überstau haben sich in den letzten Jahren einige Zentimeter Detritusmudde gebildet. Es werden die Nährstoffverhältnisse und die Wasserstände bestimmt, dies tut man am Wasser des Südufers des Müggelsees bzw. den Brunnengalerien der Wasserförderung.